# 佳蓬列岛
21°48′30″N 113°58′0″E / 21.80833°N 113.96667°E

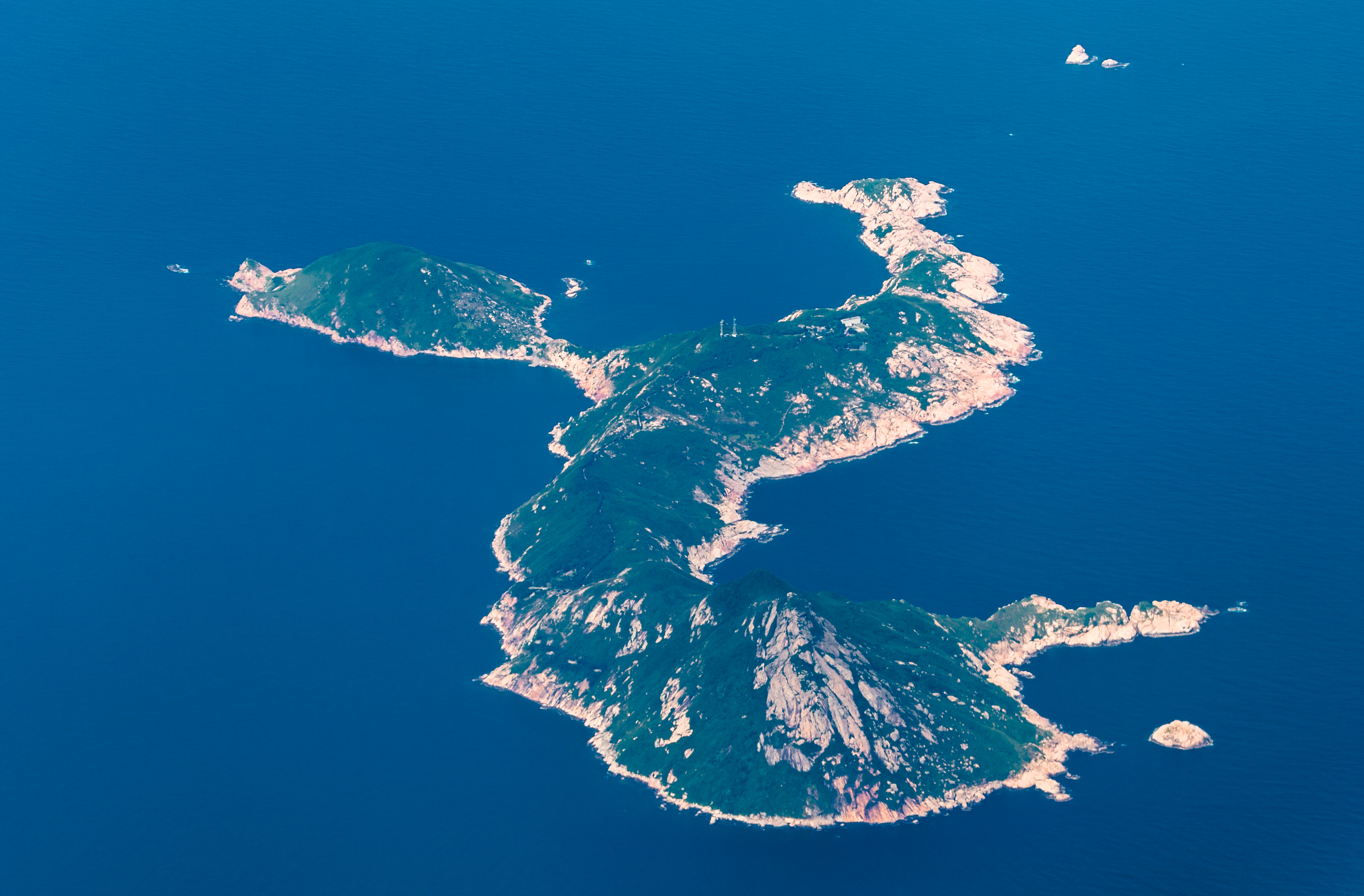
北尖岛

佳蓬列岛，又稱雞澎羣島，隶属中国珠海市万山海洋开发试验区担杆镇，由北尖岛、庙湾岛、平洲、蚊尾洲等主要岛屿组成，有大片的珊瑚礁区。庙湾岛是佳蓬列岛中的主要岛屿，位于外伶仃岛的正南面，面积1.46平方公里，岛上有两个山峰：翁崖钉和林山。佳蓬列岛與担杆列岛、三门列岛、高栏列岛等群島，連同香港境內的大嶼山、香港島、澳門的路環、氹仔、中國廣東省珠海市的三灶岛、横琴岛、南水岛、淇澳岛等10个大群島或島嶼共同组成了完整的万山群岛。
《粵大記》有标识有「北尖」。1996年，中国政府发布关于领海范围的声明，佳蓬列岛成為中国领海基点之一。2006年，庙湾珊瑚市级自然保护区正式设立，為珠海市首个珊瑚自然保护区。

## 參见
- 针头岩
- 围夹岛
- 万山群岛
- 担杆列岛